# Telekinese

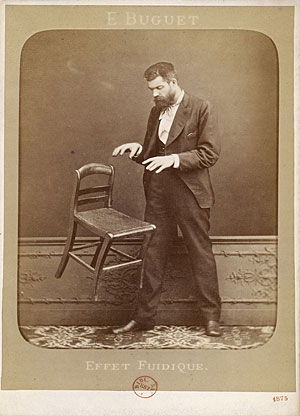
Édouard Isidore Buguet (1840–1901) demonstriert vorgetäuschte Telekinese (1875)

Als Telekinese (von altgriechisch: τῆλε tēle „fern“ und κίνησις kínēsis „Bewegung“) oder Psychokinese (zu ψυχή psychē …, „Geisteskraft“) bezeichnen Parapsychologie und Pseudowissenschaft eine Bewegung oder Ortsveränderung von Gegenständen, die angeblich allein durch Geistes- oder Gedankenkraft zustande kommt.

## Begriff
Die Parapsychologie beschäftigt sich mit der Suche nach Belegen für die Telekinese. Ein wissenschaftlich nachvollziehbarer Nachweis oder Wirkungszusammenhang ist nicht erbracht worden.

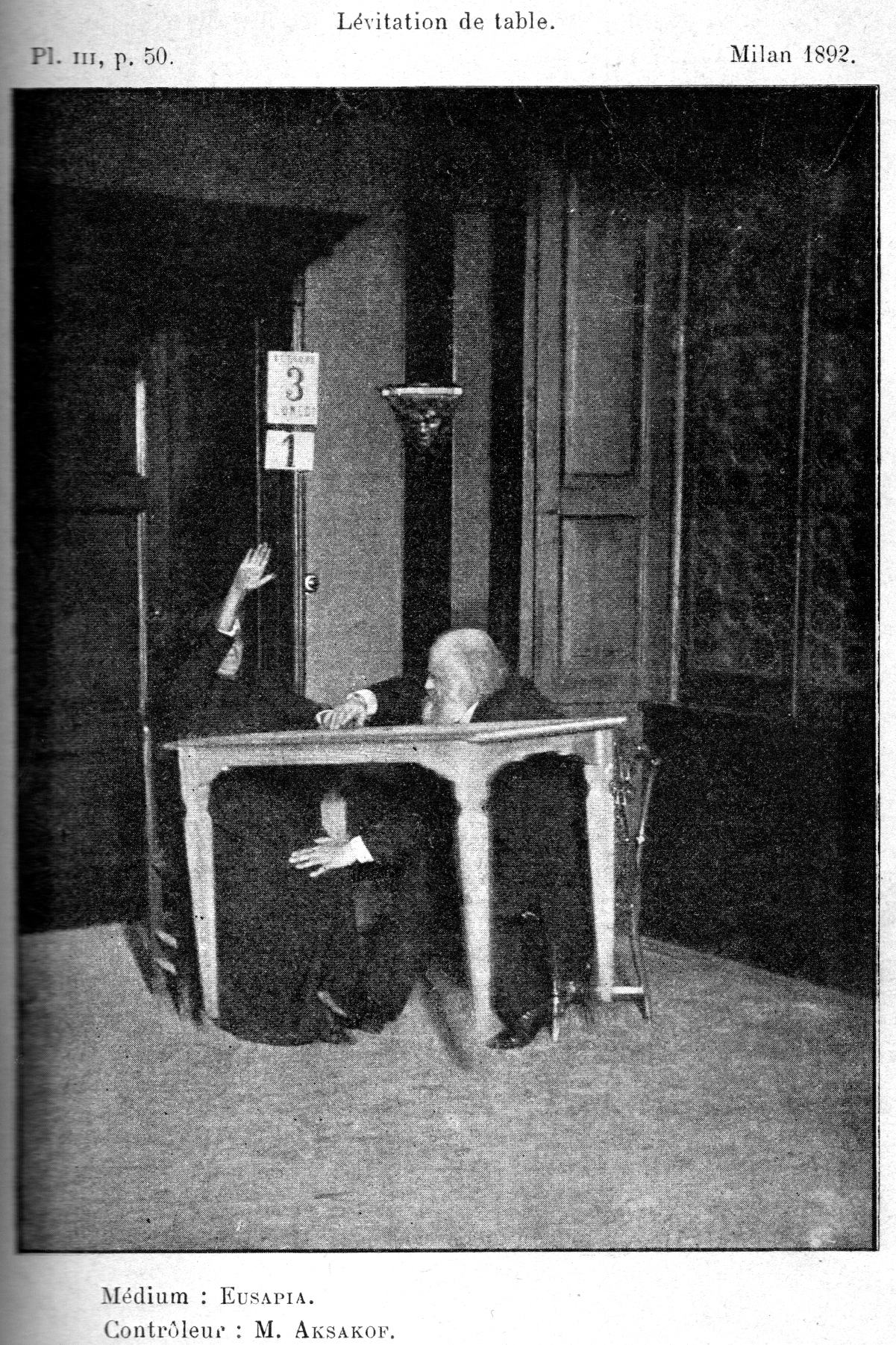
Das Medium Eusapia Palladino lässt in Gegenwart des russischen Parapsychologen Alexander Aksakow einen Tisch „levitieren“, Mailand 1892

Oft wird unterschieden zwischen der Makropsychokinese, bei der Gegenstände sichtbar verformt oder bewegt werden, und der Mikropsychokinese, bei der elektronische Schaltkreise oder radioaktiver Zerfall beeinflusst werden sollen. Bei der Retro-Psychokinese sollen die Daten beeinflusst werden, die bereits in der Vergangenheit erzeugt wurden. Seltener verwendet werden die Begriffe Pyrokinese für die angebliche Fähigkeit, Feuer allein durch Gedanken zu entzünden, Kryokinese für das allein durch Gedanken verursachte Gefrieren von Wasser, Aerokinese für die Einflussnahme auf Luft, Ferrokinese für die Manipulation magnetisch beeinflussbarer Metalle, Hydrokinese für die Schöpfung und Manipulation des Wassers und Biokinese für die Einflussnahme auf biologische Systeme.

## Forschung
In den 1970er Jahren experimentierte der deutsch-amerikanische Physiker Helmut Schmidt mit einem selbst entwickelten Zufallsgenerator auf der Basis von radioaktivem Zerfall, dessen Impulse in Lichtsignale umgesetzt wurden (d. h. entweder leuchtete ein rotes Lämpchen oder ein grünes auf). Versuchspersonen hatten die Aufgabe, diese Lichtsignale durch Gedankenkraft zu beeinflussen (z. B. das grüne Lämpchen solle häufiger aufleuchten als das rote). Und tatsächlich zeigte sich eine immer wiederholende Abweichung.
Eine 2006 durchgeführte Metaanalyse, in der 380 Studien über Psychokinese ausgewertet wurden, kam zu dem Schluss, dass Psychokinese nicht erwiesen ist.  Der Effekt der Psychokinese war – umgekehrt proportional – sehr stark abhängig vom jeweiligen Versuchsumfang und zudem extrem heterogen. Das heißt, Psychokinese konnte nur bei kleinen Stichproben und nur gelegentlich beobachtet werden. Mit durchgeführten Monte-Carlo-Simulationsrechnungen kommen die Autoren zu dem Schluss, dass die Beziehung zwischen jeweiligem Versuchsumfang, beobachtetem Effekt sowie der (sehr geringen) Größe des Effektes das Ergebnis eines Publikationsbias ist.
Andere durchgeführte Metaanalysen ergaben, dass es sich um einen robusten Effekt handelt.

## Mediale Rezeption
Telekinese (oder Psychokinese) findet sich häufig als eine psychische Kraft in Filmen, im Fernsehen, in Computerspielen, in der Literatur, in Comics und anderen Formen der Unterhaltung. In der Fernsehserie Mein Onkel vom Mars aus dem Jahre 1963 beherrscht der außerirdische Protagonist das Bewegen von Dingen, indem er auf sie zeigt. In dem Film Carrie (1976), der auf dem gleichnamigen Roman von Stephen King beruht, stellt Sissy Spacek eine verstörte Schülerin mit telekinetischen Kräften dar. Für diese Rolle wurde sie für einen Oscar als beste Hauptdarstellerin nominiert. Im englisch-französischen Film Der Schrecken der Medusa von 1978 mit Richard Burton und Lino Ventura in den Hauptrollen geht es um einen Mann, der mit der Macht seiner Gedanken Katastrophen herbeiführen kann. In den Star-Wars-Filmen und darauf beruhenden Kurzgeschichten und Computerspielen haben die Jedi-Ritter die Fähigkeit, Gegenstände mental durch Die Macht zu kontrollieren. Verschiedene psychokinetische Fähigkeiten finden sich bei fiktiven Charakteren wie Jean Grey (X-Men), Andros (Power Rangers), Piccolo (Dragon Ball), einigen Pokémon, The Doctor (Doctor Who), Gucky (Perry Rhodan), Prue Halliwell und Christopher Chris Perry Halliwell (Charmed – Zauberhafte Hexen).